# Gobierno de Svyrydenko
El gobierno de Svyrydenko (en ucraniano: Уряд Юлії Свириденко) es el 22.º gabinete de Ucrania, formado el 17 de julio de 2025 y dirigido por Yulia Svyrydenko como primera ministra.

## Historia
El 14 de julio de 2025, el presidente Volodímir Zelenski anunció que proponía a Yulia Svyrydenko para dirigir el gobierno de Ucrania, con el fin de "renovar significativamente la labor gubernamental". Un día después, tras la reunión con Svyrydenko y el vice primer ministro y ministro de Transformación Digital, Mijailo Fédorov, Zelenskyy describió las tareas y prioridades para los primeros seis meses del nuevo gobierno. Entre ellas se encontraban el aumento de la producción nacional de armamento, la adquisición de drones para las Fuerzas Armadas, la desregulación, el desarrollo del potencial económico de Ucrania y la plena implementación de los programas sociales.
Svyrydenko es la segunda mujer en ocupar el cargo, después de Yulia Timoshenko.

## Votación
El nombramiento de Svyrydenko como primera ministra de Ucrania fue aprobado por la Rada Suprema el 17 de julio de 2025. Svyrydenko era vice primera ministra en funciones en el momento de su nombramiento; anteriormente había sido Ministra de Economía. 262 diputados del partido gobernante Servidor del Pueblo, grupos escindidos de la prohibida Plataforma de Oposición - Por la Vida, así como grupos parlamentarios como Por el Futuro y Dovira, votaron a favor de su candidatura. Los miembros actuales de Solidaridad Europea votaron en contra, mientras que la mayoría de los diputados de Batkivshchina y Holos se abstuvieron.
| Facción                         | Sí  | No | Abstención | No votó | Ausente |
| ------------------------------- | --- | -- | ---------- | ------- | ------- |
| Servidor del Pueblo             | 201 | 0  | 1          | 9       | 20      |
| Solidaridad Europea             | 0   | 21 | 0          | 1       | 5       |
| Batkivshchina                   | 0   | 0  | 11         | 2       | 12      |
| Plataforma por la Vida y la Paz | 15  | 0  | 0          | 0       | 6       |
| Holos                           | 1   | 1  | 10         | 3       | 5       |
| Dovira                          | 15  | 0  | 0          | 1       | 3       |
| Por el Futuro                   | 12  | 0  | 1          | 1       | 3       |
| Restauración de Ucrania         | 10  | 0  | 0          | 0       | 7       |
| Independientes                  | 8   | 0  | 3          | 5       | 5       |
| Total                           | 262 | 22 | 26         | 22      | 66      |

## Composición
Independientes     Servidor del Pueblo

### Primera ministra de Ucrania
| Fotografía | Primera ministra | Período             | Período     | Partido | Partido |
| Fotografía | Primera ministra | Inicio              | Fin         | Partido | Partido |
| ---------- | ---------------- | ------------------- | ----------- | ------- | ------- |
|            | Yulia Svyrydenko | 17 de julio de 2025 | En el cargo |         | Ind     |

### Primer vice primer ministro de Ucrania
| Fotografía | Titular         | Período             | Período     | Partido | Partido | Ref |
| Fotografía | Titular         | Inicio              | Fin         | Partido | Partido | Ref |
| ---------- | --------------- | ------------------- | ----------- | ------- | ------- | --- |
|            | Mijailo Fédorov | 17 de julio de 2025 | En el cargo |         |         |     |

### Vice primeros ministros de Ucrania
| Fotografía                          | Titular        | Período             | Período     | Partido | Partido | Ref |
| Fotografía                          | Titular        | Inicio              | Fin         | Partido | Partido | Ref |
| ----------------------------------- | -------------- | ------------------- | ----------- | ------- | ------- | --- |
| Integración Europea y Euroatlántica |                |                     |             |         |         |     |
|                                     | Taras Kachka   | 17 de julio de 2025 | En el cargo |         | Ind     |     |
| Restauración de Ucrania             |                |                     |             |         |         |     |
|                                     | Oleksiy Kuleba | 17 de julio de 2025 | En el cargo |         |         |     |

### Ministerios
| Ministerio                                               | Fotografía | Titular             | Período             | Período             | Partido | Partido | Ref   |
| Ministerio                                               | Fotografía | Titular             | Inicio              | Fin                 | Partido | Partido | Ref   |
| -------------------------------------------------------- | ---------- | ------------------- | ------------------- | ------------------- | ------- | ------- | ----- |
| Asuntos de los Veteranos                                 |            | Nataliya Kalmykova  | 17 de julio de 2025 | En el cargo         |         | Ind     |       |
| Cultura                                                  |            | Galina Hryhorenko   | 17 de julio de 2025 | 28 de julio de 2025 |         | Ind     |       |
| Cultura                                                  |            | Tetyana Berezhna    | 28 de julio de 2025 | En el cargo         |         | Ind     |       |
| Defensa                                                  |            | Denís Shmihal       | 17 de julio de 2025 | En el cargo         |         | Ind     |       |
| Desarrollo de Comunidades, Territorios e Infraestructura |            | Oleksiy Kuleba      | 17 de julio de 2025 | En el cargo         |         |         |       |
| Economía, Medio Ambiente y Agricultura                   |            | Oleksiy Sobolev     | 17 de julio de 2025 | En el cargo         |         | Ind     |       |
| Educación y Ciencia                                      |            | Oksen Lisovyi       | 17 de julio de 2025 | En el cargo         |         | Ind     |       |
| Energía                                                  |            | Svitlana Hrynchuk   | 17 de julio de 2025 | En el cargo         |         | Ind     |       |
| Finanzas                                                 |            | Serhiy Marchenko    | 17 de julio de 2025 | En el cargo         |         | Ind     |       |
| Interior                                                 |            | Ihor Klymenko       | 17 de julio de 2025 | En el cargo         |         | Ind     |       |
| Justicia                                                 |            | Herman Halushchenko | 17 de julio de 2025 | En el cargo         |         | Ind     |       |
| Juventud y Deportes                                      |            | Matvii Bidnyi       | 17 de julio de 2025 | En el cargo         |         | Ind     |       |
| Política Social, Familia y Unidad                        |            | Denys Uliutin       | 17 de julio de 2025 | En el cargo         |         | Ind     |       |
| Relaciones Exteriores                                    |            | Andrii Sybiha       | 17 de julio de 2025 | En el cargo         |         | Ind     | [ 5 ] |
| Salud                                                    |            | Viktor Liashko      | 17 de julio de 2025 | En el cargo         |         | Ind     |       |
| Transformación Digital                                   |            | Mijailo Fédorov     | 17 de julio de 2025 | En el cargo         |         |         |       |